# Шендеровка (Черкасская область)
Шендеро́вка (укр. Шендерівка) — село в Корсунь-Шевченковском районе Черкасской области Украины.
Население по переписи 2001 года составляло 951 человек. Почтовый индекс — 19453. Телефонный код — 4735.

## История
В XIX веке село Шендеровка было волостным центром Шендеровской волости Каневского уезда Киевской губернии. В селе была Успенская церковь. Священнослужители Успенской церкви:
- 1799 — священник Иван Андреевич Чарнодобровский
- 1866 — священник Филипп Федорович Грушецкий
- 1866 — дьячок Матвей Радионович Рожновский
- 1866 — пономарь Севастьян Феодосьевич Коломацкий

## Местный совет
19453, Черкасская обл., Корсунь-Шевченковский р-н, с. Шендеровка